# Homens da Luta
Homens da Luta (portugiesisch für „Männer des Kampfes“) ist eine portugiesische Comedy- und Musikgruppe der beiden Brüder Vasco Duarte (Falâncio) und Nuno Duarte „Jel“ (Neto).

## Werdegang und Konzeption
Ihre Stücke sind eine Parodie der Lieder, die zwischen der Nelkenrevolution und dem Inkrafttreten der neuen Verfassung Portugals (PREC – Processo Revolucionário em Curso) erschienen, etwa von Protestlied-Sängern wie José Afonso oder José Mário Branco. Hierbei spielen sie zum einen auf den heute nostalgisch wirkenden Stil der Lieder der 70er Jahre an, zum anderen rufen sie humoristisch und kritisch zugleich zu einer neuen Revolution auf im heutigen krisengeschüttelten Portugal.
Seit Mitte der 2000er Jahre als lustiger Auftritt zweier Straßenmusiker angefangen, sind sie zwischenzeitlich auf eine Besetzung von bis zu 11 Musikern angewachsen und waren häufiger Gast im portugiesischen Fernsehen und Radio. 2010 veröffentlichte die Gruppe das Album A cantiga é uma arma („Das Lied ist eine Waffe“) mit 14 Titeln, mit Rui Veloso als Gastmusiker und mit musikalischen Zitaten von José Afonso und Paulo de Carvalho, den Sängern der beiden wichtigsten Losungsliedern in der Nacht zur Nelkenrevolution. Das Album erschien als MP3-Stick in einer stilisierten Gitarren-Maschinengewehr-Form, von der Band als „revolutionäres Format“ angekündigt und „LPod“ genannt.
Zum 25. April 2011 (Jahrestag der Nelkenrevolution) erschien ihr Buch Viva a crise! Manual da Alegria („Es lebe die Krise! Handbuch der Freude“), in dem sie revolutionäre Theorien und Symbolik parodieren, Kritik an Politik und Gesellschaft kabarettistisch darbieten, und Zeitgeist-Magazine 'revolutionär' imitieren.

### Festival da Canção
2010 traten Homens da Luta beim Festival da Canção an und wurden durch Onlinevoting in das Halbfinale gewählt. Das Lied wurde aber disqualifiziert, da es weder den Regeln des portugiesischen noch des Internationalen Festivals entsprach.
2011 kandidierte die Gruppe erneut und gewann mit dem Lied Luta É Alegria (Kampf ist Freude) (Gesang: Jel Duarte, Musik: Vasco Duarte), womit sie Portugal im ersten Halbfinale des Eurovision Song Contest 2011 in Düsseldorf repräsentierten. Sie schieden allerdings im ersten Halbfinale aus.

## Diskografie
Singles
- 2010: A Cantiga é uma Arma (MP3-Stick/Pack)
- 2011: A Luta é Alegria

## Bibliografie
- 2011: Viva a crise! Manual da Alegria Verso da Kapa, Lissabon 2011, ISBN 978-989-8406-18-7.